# Pherusa tropica
Pherusa tropica är en ringmaskart som först beskrevs av Augener 1918.  Pherusa tropica ingår i släktet Pherusa och familjen Flabelligeridae. Inga underarter finns listade i Catalogue of Life.